# Kunihiko Kodaira

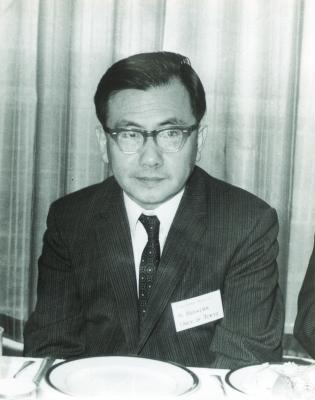
Kodaira Kunihiko

Kunihiko Kodaira (Japans: 小平 邦彦, Tokio, 16 maart 1915 - Kofu, 26 juli 1997) was een Japans wiskundige, die bekend was voor zijn werk in de algebraïsche meetkunde en de theorie van de complexe variëteiten. Daarnaast geldt hij als de  stichter van de Japanse school binnen de algebraïsch meetkunde. In 1954 ontving hij een Fields-medaille. Hij was de eerste Japanner die deze eer te beurt viel. 